# Радунь (Хощенський повіт)
Радунь (пол. Raduń) — село в Польщі, у гміні Хощно Хощенського повіту Західнопоморського воєводства.
Населення — 260 осіб (2011).
У 1975-1998 роках село належало до Гожовського воєводства.

## Демографія
Демографічна структура станом на 31 березня 2011 року:
|          | Загалом | Допрацездатний вік | Працездатний вік | Постпрацездатний вік |
| -------- | ------- | ------------------ | ---------------- | -------------------- |
| Чоловіки | 130     | 23                 | 99               | 8                    |
| Жінки    | 130     | 22                 | 79               | 29                   |
| Разом    | 260     | 45                 | 178              | 37                   |